# Listă de aeroporturi după codul IATA: K
Mai jos este lista de aeroporturi al căror cod IATA începe cu litera K.
Această listă este generată cu date din Wikidata și este actualizată periodic de un robot.
 Editările făcute în listă vor fi șterse la următoarea actualizare!
| Imagine | Cod IATA | Articol                                             |
| ------- | -------- | --------------------------------------------------- |
|         | KLM      | Aeroportul Kalaleh                                  |
|         | KIL      | Aeroportul Kilwa                                    |
|         | KJK      | Aeroportul Kortrijk-Wevelgem                        |
|         | KDD      | Aeroportul Khuzdar                                  |
|         | KPM      | Aeroportul Kompiam                                  |
|         | KAN      | Aeroportul Internațional Mallam Aminu Kano          |
|         | KDE      | Aeroportul Koroba                                   |
|         | KHG      | Aeroportul Kashgar                                  |
|         | KTL      | Aeroportul Kitale                                   |
|         | KCL KCG  | Aeroportul Chignik Lagoon                           |
|         | KPS      | Aeroportul Kempsey                                  |
|         | KRE      | Aeroportul Kirundo                                  |
|         | KAP      | Aeroportul Kapanga                                  |
|         | KUV      | Aeroportul Gunsan                                   |
|         | KSJ      | Aeroportul Kassos Island Public                     |
|         | KJT      | Aeroportul Internațional Kertajati                  |
|         | KSH      | Aeroportul Kermanshah                               |
|         | KBI      | Aeroportul Kribi                                    |
|         | KMU      | Aeroportul Kismayo                                  |
|         | KRT      | Aeroportul Internațional Khartoum                   |
|         | KDR      | Aeroportul Kandrian                                 |
|         | KHY      | Aeroportul Khoy                                     |
|         | KLY      | Aeroportul Kalima                                   |
|         | KDL      | Aeroportul Kärdla                                   |
|         | KLH      | Aeroportul Kolhapur                                 |
|         | KET      | Aeroportul Kengtung                                 |
|         | KRW      | Aeroportul Turkmenbashi                             |
|         | KMA      | Aeroportul Kerema                                   |
|         | KBO      | Aeroportul Kabalo                                   |
|         | KSC      | Aeroportul Internațional Košice                     |
|         | KED      | Aeroportul Kaédi                                    |
|         | KOC      | Aeroportul Koumac                                   |
|         | KSZ      | Aeroportul Kotlas                                   |
|         | KME      | Aeroportul Kamembe                                  |
|         | KGC      | Aeroportul Kingscote                                |
|         | KTA      | Aeroportul Karratha                                 |
|         | KRI      | Aeroportul Kikori                                   |
|         | KBQ      | Aeroportul Kasungu                                  |
|         | KIS      | Aeroportul Internațional Kisumu                     |
|         | KAZ      | Aeroportul Kuabang                                  |
|         | KRZ      | Aeroportul Basango Mboliasa                         |
|         | KLB      | Aeroportul Kalabo                                   |
|         | KDH      | Aeroportul Internațional Kandahar                   |
|         | KBY      | Aeroportul Streaky Bay                              |
|         | KRO      | Aeroportul Kurgan                                   |
|         | KAM      | Aeroportul Kamaran                                  |
|         | KFZ      | Aeroportul Internațional Shaikh Zayed               |
|         | KMP      | Aeroportul Keetmanshoop                             |
|         | KOJ      | Aeroportul Kagoshima                                |
|         | KAL      | Aeroportul Kaltag                                   |
|         | KID      | Aeroportul Kristianstad                             |
|         | KRA      | Aeroportul Kerang                                   |
|         | KBD      | Aeroportul Kimberley Downs                          |
|         | KTM      | Aeroportul Internațional Tribhuvan                  |
|         | KNT      | Aeroportul Kennett Memorial                         |
|         | KOP      | Aeroportul Nakhon Phanom                            |
|         | KAS      | Aeroportul Karasburg                                |
|         | KBN      | Aeroportul Tunta                                    |
|         | KJA      | Aeroportul Internațional Yemelyanovo                |
|         | KHV      | Aeroportul Khabarovsk Novy                          |
|         | KEM      | Aeroportul Kemi-Tornio                              |
|         | KSA      | Aeroportul Internațional Kosrae                     |
|         | KAO      | Aeroportul Kuusamo                                  |
|         | KMN      | Aeroportul Kamina                                   |
|         | KIE      | Aeroportul Kieta                                    |
|         | KEC      | Aeroportul Kasenga                                  |
|         | KNK      | Aeroportul Kokhanok                                 |
|         | KSV      | Aeroportul Springvale                               |
|         | KST      | Aeroportul Rabak                                    |
|         | KNA      | Aeroportul Viña del Mar                             |
|         | KWV      | Aeroportul Kurwina                                  |
|         | KSK      | Aeroportul Karlskoga                                |
|         | KOI      | Aeroportul Kirkwall                                 |
|         | KCZ      | Aeroportul Kōchi                                    |
|         | KLR      | Aeroportul Kalmar                                   |
|         | KMB      | Aeroportul Koinambe                                 |
|         | KVL      | Aeroportul Kivalina                                 |
|         | KPT      | Aeroportul Jackpot                                  |
|         | KLO      | Aeroportul Internațional Kalibo                     |
|         | KLC      | Aeroportul Kaolack                                  |
|         | KRS      | Aeroportul Kristiansand                             |
|         | KPW      | Aeroportul Keperveyem                               |
|         | KVB      | Aeroportul Skövde                                   |
|         | KGP      | Aeroportul Internațional Kogalym                    |
|         | KOS      | Aeroportul Internațional Sihanoukville              |
|         | KUX      | Aeroportul Kuyol                                    |
|         | KEN      | Aeroportul Kenema                                   |
|         | KNM      | Aeroportul Kaniama, Kaniama                         |
|         | KGD      | Aeroportul Khrabrovo                                |
|         | KAI      | Aeroportul Kaieteur                                 |
|         | KUL      | Aeroportul Internațional Kuala Lumpur               |
|         | KLA      | Aeroportul Kampala                                  |
|         | KLZ      | Aeroportul Kleinzee                                 |
|         | KWY      | Aeroportul Kiwayu                                   |
|         | KIM      | Aeroportul Kimberley                                |
|         | KOW      | Aeroportul Ganzhou Huangjin                         |
|         | KOW      | Aeroportul Old Ganzhou Huangjin                     |
|         | KTU      | Aeroportul Kota                                     |
|         | KLG      | Aeroportul Kalskag                                  |
|         | KEP      | Aeroportul Nepalgunj                                |
|         | KZC      | Aeroportul Kampong Chhnang                          |
|         | KOA      | Aeroportul Internațional Kona                       |
|         | KYK      | Aeroportul Karluk                                   |
|         | KDT      | Aeroportul Kamphaeng Saen                           |
|         | KNZ      | Aeroportul Kéniéba                                  |
|         | KMI      | Aeroportul Miyazaki                                 |
|         | KES      | Aeroportul Kelsey                                   |
|         | KLS      | Aeroportul Regional Southwest Washington            |
|         | KRN      | Aeroportul Kiruna                                   |
|         | KRV      | Aeroportul Kimwarer                                 |
|         | KWE      | Aeroportul Guiyang Longdongbao                      |
|         | KIP      | Aeroportul Kickapoo Downtown                        |
|         | KAR      | Aeroportul Kamarang                                 |
|         | KKC      | Aeroportul Khon Kaen                                |
|         | KUS      | Aeroportul Kulusuk                                  |
|         | KNI      | Aeroportul Katanning                                |
|         | KNJ      | Aeroportul Kindamba                                 |
|         | KNR      | Aeroportul Jam                                      |
|         | KAB      | Aeroportul Kariba                                   |
|         | KDI      | Aeroportul Haluoleo                                 |
|         | KGG      | Aeroportul Kédougou                                 |
|         | KKS      | Aeroportul Kashan                                   |
|         | KLL      | Aeroportul Levelock                                 |
|         | KOO      | Aeroportul Kongolo                                  |
|         | KSS      | Aeroportul Sikasso                                  |
|         | KFP      | Aeroportul False Pass                               |
|         | KCA      | Aeroportul Kuqa Qiuci                               |
|         | KAD      | Aeroportul Kaduna                                   |
|         | KND      | Aeroportul Kindu                                    |
|         | KHD      | Aeroportul Khorramabad                              |
|         | KHI      | Aeroportul Internațional Jinnah                     |
|         | KNH      | Aeroportul Kinmen                                   |
|         | KBM      | Aeroportul Kabwum                                   |
|         | KDK      | Aeroportul Municipal Kodiak                         |
|         | KKN      | Aeroportul Kirkenes                                 |
|         | KMS      | Aeroportul Kumasi                                   |
|         | KNN      | Aeroportul Kankan                                   |
|         | KNO      | Aeroportul Kualanamu                                |
|         | KRC      | Aeroportul Depati Parbo                             |
|         | KSL      | Aeroportul Kassala                                  |
|         | KSM      | Aeroportul St. Mary's                               |
|         | KRK      | Aeroportul Internațional Papa Ioan Paul II Cracovia |
|         | KRR      | Aeroportul Internațional Krasnodar                  |
|         | KBP      | Aeroportul Internațional Boryspil                   |
|         | KDJ      | Aeroportul Ndjolé Ville                             |
|         | KRP      | Aeroportul Karup                                    |
|         | KRQ      | Aeroportul Kramatorsk                               |
|         | KBU      | Aeroportul Gusti Syamsir Alam                       |
|         | KCF      | Aeroportul Kadanwari                                |
|         | KDB      | Aeroportul Kambalda                                 |
|         | KGI      | Aeroportul Kalgoorlie-Boulder                       |
|         | KHE      | Aeroportul Kherson                                  |
|         | KIR      | Aeroportul Kerry                                    |
|         | KJP      | Aeroportul Kerama                                   |
|         | KLW      | Aeroportul Klawock                                  |
|         | KRB      | Aeroportul Karumba                                  |
|         | KUU      | Aeroportul Bhuntar                                  |
|         | KWG      | Aeroportul Internațional Krivoi Rog                 |
|         | KHN      | Aeroportul Internațional Nanchang Changbei          |
|         | KDY      | Aeroportul Teply Klyuch                             |
|         | KKI      | Aeroportul Akiachak                                 |
|         | KKR      | Aeroportul Kaukura                                  |
|         | KVG      | Aeroportul Kavieng                                  |
|         | KIT      | Aeroportul "Alexandros Aristotelous Onassis"        |
|         | KIW      | Aeroportul Southdowns                               |
|         | KOL      | Aeroportul Koumala                                  |
|         | KTT      | Aeroportul Kittilä                                  |
|         | KYA      | Aeroportul Konya                                    |
|         | KUA      | Aeroportul Sultan Haji Ahmad Shah                   |
|         | KUD      | Aeroportul Kudat                                    |
|         | KUO      | Aeroportul Kuopio                                   |
|         | KHU      | Aeroportul Kremenchuk                               |
|         | KNU      | Aeroportul Kanpur                                   |
|         | KRF      | Aeroportul Kramfors-Sollefteå                       |
|         | KEF      | Aeroportul Keflavík                                 |
|         | KMK      | Aeroportul Makabana                                 |
|         | KHC      | Aeroportul Kerch                                    |
|         | KHM      | Aeroportul Khamti                                   |
|         | KHW      | Aeroportul Khwai River                              |
|         | KIK      | Aeroportul Internațional Kirkuk                     |
|         | KLN      | Aeroportul Larsen Bay                               |
|         | KMJ      | Aeroportul Kumamoto                                 |
|         | KNW      | Aeroportul New Stuyahok                             |
|         | KPI      | Aeroportul Kapit                                    |
|         | KSW      | Aeroportul Kiryat Shmona                            |
|         | KUK      | Aeroportul Kasigluk                                 |
|         | KDM      | Aeroportul Kaadedhdhoo                              |
|         | KDU      | Aeroportul Skardu                                   |
|         | KFE      | Aeroportul Fortescue Dave Forrest                   |
|         | KLK      | Aeroportul Kalokol                                  |
|         | KOF      | Aeroportul Komatipoort                              |
|         | KSE      | Aeroportul Kasese                                   |
|         | KTW      | Aeroportul Internațional Katowice                   |
|         | KWK      | Aeroportul Kwigillingok                             |
|         | KWL      | Aeroportul Internațional Guilin Liangjiang          |
|         | KIC      | Aeroportul Mesa Del Rey                             |
|         | KPO      | Aeroportul Pohang                                   |
|         | KYS      | Aeroportul Kayes                                    |
|         | KEG      | Aeroportul Keglsugl                                 |
|         | KIJ      | Aeroportul Niigata                                  |
|         | KRM      | Aeroportul Karanambo                                |
|         | KEA      | Aeroportul Kerki                                    |
|         | KSI      | Aeroportul Kissidougou                              |
|         | KHS      | Aeroportul Khasab                                   |
|         | KIH      | Aeroportul Internațional Kish                       |
|         | KOU      | Aeroportul Koulamoutou                              |
|         | KMG      | Aeroportul Internațional Kunming Changshui          |
|         | KTC      | Aeroportul Katiola                                  |
|         | KLP      | Aeroportul Seruyan Kuala Pembuang                   |
|         | KLV      | Aeroportul Karlovy Vary                             |
|         | KAV      | Aeroportul Bolivar, Venezuela                       |
|         | KBK      | Aeroportul Kushinagar                               |
|         | KEE      | Aeroportul Kelle                                    |
|         | KIF      | Aeroportul Kingfisher Lake                          |
|         | KMC      | Aeroportul Hafar Al-Batin Domestic                  |
|         | KQR      | Aeroportul Karara                                   |
|         | KDO      | Aeroportul Kadhdhoo                                 |
|         | KCH      | Aeroportul Internațional Kuching                    |
|         | KDX      | Aeroportul Kadugli                                  |
|         | KAT      | Aeroportul Kaitaia                                  |
|         | KTO      | Aeroportul Kato                                     |
|         | KYT      | Aeroportul Kyauktu                                  |
|         | KYU      | Aeroportul Koyukuk                                  |
|         | KJH      | Aeroportul Kaili Huangping                          |
|         | KNB      | Aeroportul Municipal Kanab                          |
|         | KQH      | Aeroportul Kishangarh                               |
|         | KIN      | Aeroportul Internațional Norman Manley              |
|         | KMT      | Aeroportul Kampot                                   |
|         | KDA      | Aeroportul Kolda North                              |
|         | KLF      | Aeroportul "Kaluga" (Grabtsevo)                     |
|         | KVX      | Aeroportul Pobedilovo                               |
|         | KAW      | Aeroportul Kawthaung                                |
|         | KTN      | Aeroportul Ketchikan                                |
|         | KEB      | Aeroportul Nanwalek                                 |
|         | KER      | Aeroportul Kerman                                   |
|         | KGH      | Aeroportul Yongai                                   |
|         | KKE      | Aeroportul Kerikeri                                 |
|         | KSN      | Aeroportul Kostanay                                 |
|         | KMQ      | Aeroportul Komatsu                                  |
|         | KZN      | Aeroportul Internațional Kazan                      |
|         | KFG      | Aeroportul Kalkgurung                               |
|         | KEY      | Aeroportul Kericho                                  |
|         | KNS      | Aeroportul King Island                              |
|         | KUT      | Aeroportul Internațional Kutaisi                    |
|         | KGL      | Aeroportul Internațional Kigali                     |
|         | KOE      | Aeroportul El Tari                                  |
|         | KPL      | Aeroportul Kapal                                    |
|         | KVA      | Aeroportul Internațional Kavala                     |
|         | KZI      | Aeroportul Național Kozani                          |
|         | KWT      | Aeroportul Kwethluk                                 |
|         | KUY      | Aeroportul Kamusi                                   |
|         | KGF      | Aeroportul Sary-Arka                                |
|         | KAA      | Aeroportul Kasama                                   |
|         | KAY      | Aeroportul Wakaya Island                            |
|         | KKZ      | Aeroportul Koh Kong                                 |
|         | KMZ      | Aeroportul Kaoma                                    |
|         | KRG      | Aeroportul Karasabai                                |
|         | KZD      | Aeroportul Krakor                                   |
|         | KBL      | Aeroportul Internațional Hamid Karzai               |
|         | KJI      | Aeroportul Kanas                                    |
|         | KEU      | Aeroportul Keekorok                                 |
|         | KKD      | Aeroportul Kokoda                                   |
|         | KYD      | Aeroportul Lanyu                                    |
|         | KAJ      | Aeroportul Kajaani                                  |
|         | KBG      | Aeroportul Kabalega Falls                           |
|         | KGK      | Aeroportul Koliganek                                |
|         | KNG      | Aeroportul Kaimana                                  |
|         | KOK      | Aeroportul Kokkola-Pietarsaari                      |
|         | KDP      | Aeroportul Kandep                                   |
|         | KAC      | Aeroportul Qamishli                                 |
|         | KDV      | Aeroportul Vunisea                                  |
|         | KHH      | Aeroportul Internațional Kaohsiung                  |
|         | KUG      | Aeroportul Kubin                                    |
|         | KIY      | Aeroportul Kilwa Masoko                             |
|         | KSD      | Aeroportul Karlstad                                 |
|         | KKY      | Aeroportul Kilkenny                                 |
|         | KRY      | Aeroportul Karamay                                  |
|         | KKW      | Aeroportul Kikwit                                   |
|         | KGE      | Aeroportul Kaghau                                   |
|         | KSR      | Aeroportul H. Aroeppala                             |
|         | KWB      | Aeroportul Dewadaru                                 |
|         | KDN      | Aeroportul Ndendé                                   |
|         | KSY      | Aeroportul Kars                                     |
|         | KMV      | Aeroportul Kalaymyo                                 |
|         | KQT      | Aeroportul Internațional Qurghonteppa               |
|         | KUH      | Aeroportul Kushiro                                  |
|         | KUM      | Aeroportul Yakushima                                |
|         | KUC      | Aeroportul Kuria                                    |
|         | KGS      | Aeroportul Internațional Kos Island                 |
|         | KBR      | Aeroportul Sultan Ismail Petra                      |
|         | KCM      | Aeroportul Kahramanmaraş                            |
|         | KDC      | Aeroportul Kandi                                    |
|         | KFS      | Aeroportul Kastamonu                                |
|         | KGT      | Aeroportul Kangding                                 |
|         | KGU      | Aeroportul Keningau                                 |
|         | KNX      | Aeroportul Kununurra                                |
|         | KTS      | Aeroportul Brevig Mission                           |
|         | KQA      | Aeroportul Akutan                                   |
|         | KKT      | Aeroportul Municipal Kentland                       |
|         | KSQ      | Aeroportul Karshi                                   |
|         | KYF      | Aeroportul Yeelirrie                                |
|         | KTV      | Aeroportul Kamarata                                 |
|         | KTE      | Aeroportul Kerteh                                   |
|         | KBS      | Aeroportul Bo                                       |
|         | KMH      | Aeroportul Johan Pienaar                            |
|         | KVC      | Aeroportul King Cove                                |
|         | KVK      | Aeroportul Kirovsk-Apatity                          |
|         | KWN      | Aeroportul Quinhagak                                |
|         | KLE      | Aeroportul Kaélé                                    |
|         | KWI      | Aeroportul Internațional Kuwait                     |
|         | KAF      | Aeroportul Karato                                   |
|         | KKH      | Aeroportul Kongiganak                               |
|         | KHK      | Aeroportul Khark                                    |
|         | KNP      | Aeroportul Kapanda                                  |
|         | KAEG     | Aeroportul Double Eagle II                          |
|         | KCG      | Aeroportul Chignik                                  |
|         | KCQ      | Aeroportul Chignik Lake                             |
|         | KKJ      | Aeroportul Kitakyushu                               |
|         | KBA      | Aeroportul Kabala                                   |
|         | KMO      | Aeroportul Manokotak                                |
|         | KWO      | Aeroportul Kawito                                   |
|         | KEX      | Aeroportul Kanabea                                  |
|         | KWH      | Aeroportul Khwahan                                  |
|         | KUN      | Aeroportul Kaunas                                   |
|         | KCK      | Aeroportul Kirensk                                  |
|         | KIO      | Aeroportul Kili                                     |
|         | KOT      | Aeroportul Kotlik                                   |
|         | KOV      | Aeroportul Kokshetau                                |
|         | KKX      | Aeroportul Kikai                                    |
|         | KTD      | Aeroportul Kitadaito                                |
|         | KIX      | Aeroportul Internațional Kansai                     |
|         | KPN      | Aeroportul Kipnuk                                   |
|         | KMW      | Aeroportul Kostroma                                 |
|         | KXK      | Aeroportul Komsomolsk-on-Amur                       |
|         | KRL      | Aeroportul Korla                                    |
|         | KSO      | Aeroportul Național Kastoria                        |
|         | KEW      | Aeroportul Keewaywin                                |
|         | KXE      | Aeroportul P.C. Pelser                              |
|         | KHR      | Aeroportul Kharkhorin                               |
|         | KNQ      | Aeroportul Koné                                     |
|         | KJX      | Aeroportul Blangpidie                               |
|         | KDQ      | Aeroportul Kamberatoro                              |
|         | KGJ      | Aeroportul Karonga                                  |
|         | KLX      | Aeroportul Internațional Kalamata                   |
|         | KYP      | Aeroportul Kyaukpyu                                 |
|         | KZS      | Aeroportul Kastellorizo                             |
|         | KGX      | Aeroportul Grayling                                 |
|         | KZO      | Aeroportul Kyzylorda                                |
|         | KXU      | Aeroportul Katiu                                    |
|         | KEJ      | Aeroportul Internațional Kemerovo                   |
|         | KAX      | Aeroportul Kalbarri                                 |
|         | KTG      | Aeroportul Ketapang                                 |
|         | KGA      | Aeroportul Kananga                                  |
|         | KPV      | Aeroportul Perryville                               |
|         | KXF      | Aeroportul Koro                                     |
|         | KCU      | Aeroportul Masindi                                  |
|         | KVO      | Aeroportul Morava                                   |
|         | KUP      | Aeroportul Kupiano                                  |
|         | KGY      | Aeroportul Kingaroy                                 |
|         | KKA      | Aeroportul Koyuk Alfred Adams                       |
|         | KUF      | Aeroportul Internațional Kurumoch                   |
|         | KWZ      | Aeroportul Kolwezi                                  |
|         | KBV      | Aeroportul Krabi                                    |
|         | KTX      | Aeroportul Koutiala                                 |
|         | KWJ      | Aeroportul Gwangju                                  |
|         | KEK      | Aeroportul Ekwok                                    |
|         | KEO      | Aeroportul Odienné                                  |
|         | KVM      | Aeroportul Markovo                                  |
|         | KUQ      | Aeroportul Kuri                                     |
|         | KXR      | Aeroportul Karoola                                  |
|         | KZR      | Aeroportul Zafer                                    |
|         | KFA      | Aeroportul Kiffa                                    |
|         | KOZ      | Aeroportul Ouzinkie                                 |
|         | KWM      | Aeroportul Kowanyama                                |
|         | KLU      | Aeroportul Klagenfurt                               |
|         | KYZ      | Aeroportul Kyzyl                                    |